# Linia komunikacyjna
Linia komunikacyjna – połączenie komunikacyjne na:
- sieci dróg publicznych albo
- liniach kolejowych, innych szynowych, linowych, linowo-terenowych, albo
- akwenach morskich lub wodach śródlądowych

wraz z oznaczonymi miejscami do wsiadania i wysiadania pasażerów na liniach, po których odbywa się publiczny transport zbiorowy.
Linia autobusowa jest stałym połączeniem drogowym dwóch krańcowych miejscowości oraz wybranych miejscowości pośrednich przy użyciu jednego lub kilku autobusów regularnie kursujących między tymi miejscowościami według ogłoszonego rozkładu.